# Paquets vasculo-nerveux
Les paquets vasculo-nerveux sont des structures fréquentes en anatomie, composées d'artères, de veines, de vaisseaux lymphatiques et de nerfs qui sont satellites les uns des autres tout au long d'un trajet à travers une partie de l'organisme.

## Définition

Espace intercostal en coupe schématisée montrant à sa partie supérieure le paquet vasculo-nerveux (neurovascular bundle) qui court sous le rebord inférieur de la côte supérieure (rib) entre les muscles intercostaux, à gauche le poumon (lung), à droite la peau (skin).

Dans l'organisme, les artères, les veines et les lymphatiques ne cheminent généralement pas isolément. Ils sont en principe au contact, liés les uns aux autres par leur adventice. Les nerfs se trouvent également inclus dans cet ensemble, qu’il s’agisse de tronc nerveux ou des nerfs à destination des gros vaisseaux.

## Vocabulaire
Le nom composé vasculo-nerveux rend compte de la présence de vaisseaux et de nerfs qui voisinent dans un compartiment anatomique. Il faut bien comprendre que la notion de vaisseaux s'applique ici autant aux vaisseaux sanguins que lymphatiques qui sont quasi toujours présents.
Les vaisseaux sanguins comprennent au moins une artère et ses veines satellites, ou des capillaires et des veinules. On distingue deux types de paquets vasculo-nerveux : les paquets superficiels et les paquets profonds. Comme il n'y a pas d'artères dans le tissu conjonctif lâche sous la peau, les paquets superficiels diffèrent des paquets vasculo-nerveux profonds par leur composition, l'artère y étant remplacée par un réseau de capillaires.
En anglais on parle de neurovascular bundle.
Le terme de paquet remplace celui plus ancien de faisceau.

## Exemple
Parmi les nombreux paquets vasculo-nerveux décrits dans l'anatomie humaine on peut prendre pour exemple la loge ventrale de la jambe (à la face antérieure). Elle comprend en avant et un peu à l'extérieur du plan formé par le tibia et la fibula, un ensemble de trois muscles longs. Le muscle tibial antérieur qui s'insère en haut sur la face antérieure du tibia, le muscle long extenseur des orteils qui s'insère en haut sur la face antérieure de la fibula et, inséré un peu plus bas et en arrière de celle-ci, le muscle long extenseur de l'hallux. Le tibia et la fibula sont reliés par un fascia. Ces trois muscles descendant vers le pied. Une loge est donc ainsi constituée, de haut en bas, entre le plan des deux os reliés par le fascia en arrière et les trois muscles en avant, dite loge ventrale. Dans cette loge chemine l'artère tibiale antérieure qui achemine le sang descendant vers le pied, ses deux veines satellites et le nerf fibulaire profond qui distribue ses fibres aux muscles de la loge. Tous ces vaisseaux sanguins et nerveux constituent le paquet vasculo-nerveux profond de la jambe.

## Implications chirurgicales
Lors de gestes chirurgicaux à proximité des paquets vasculo-nerveux ceux-ci peuvent constituer un risque, ils doivent être connus et protégés afin de prévenir les dommages en particulier neurologiques. Dans la chirurgie d’exérèse de la prostate par exemple, cela a amené à développer certaines techniques chirurgicales visant à préserver les fonctions urinaires et érectiles dépendantes du paquet vasculo-nerveux. Autre exemple, lors d'une ponction pleurale l'aiguille de ponction doit toujours pénétrer le long du bord supérieur de la côte inférieure afin de ne pas léser le paquet vasculo-nerveux intercostal (cf. schéma).